# 71555 Manuecharpentier
71555 Manuecharpentier è un asteroide della fascia principale. Scoperto nel 2000, presenta un'orbita caratterizzata da un semiasse maggiore pari a 3,2266121 au e da un'eccentricità di 0,1879483, inclinata di 2,26940° rispetto all'eclittica.